# Calycogonium
Calycogonium är ett släkte av tvåhjärtbladiga växter. Calycogonium ingår i familjen Melastomataceae.

## Dottertaxa tillCalycogonium, i alfabetisk ordning[1]
- Calycogonium acunanum
- Calycogonium angulatum
- Calycogonium apiculatum
- Calycogonium apleurum
- Calycogonium bairdianum
- Calycogonium bissei
- Calycogonium brevifolium
- Calycogonium calycopteris
- Calycogonium clidemioides
- Calycogonium cocoense
- Calycogonium domatiatum
- Calycogonium ekmanii
- Calycogonium ellipticum
- Calycogonium floribundum
- Calycogonium formonense
- Calycogonium glabratum
- Calycogonium grisebachii
- Calycogonium heterophyllum
- Calycogonium hispidulum
- Calycogonium impressum
- Calycogonium lanceolatum
- Calycogonium lindenianum
- Calycogonium lomense
- Calycogonium maculatum
- Calycogonium microphyllum
- Calycogonium moanum
- Calycogonium perezii
- Calycogonium plicatum
- Calycogonium ramosissimum
- Calycogonium reticulatum
- Calycogonium revolutum
- Calycogonium rhamnoideum
- Calycogonium rhomboideum
- Calycogonium rosmarinifolium
- Calycogonium rubens
- Calycogonium saxicola
- Calycogonium susannae
- Calycogonium tetragonolobum
- Calycogonium torbecianum
- Calycogonium turbinatum